# باشگاه فوتبال کیان تهران
باشگاه فوتبال کیان تهران باشگاهی بود که صدری میرعمادی در دهه ۱۳۳۰ تأسیس کرد و موفق شد در سال ۱۳۴۳ به عنوان نماینده تهران، مقام اول قهرمانی فوتبال کشور را بدست بیاورد.

## انحلال
در سال ۱۳۶۸ با خرید امتیاز آن توسط باشگاه فوتبال پورا به مدیریت عبدالله صوفیانی، مالک شرکت پوست و روده ایران، منحل شد.

## بازیکنان
کیان از تیم‌های بازیکن‌ساز فوتبال ایران بود که تعدادی از بهترین بازیکنان فوتبال ایران همچون منصور امیرآصفی، پرویز قلیچ‌خانی، علی پروین، امیر حاج‌رضایی، فرامرز ظلی و بهروز سلطانی در آن توپ می‌زدند. اکبر خشکباری صاحب امتیاز باشگاه کیان و مربی که در سال ۱۳۶۵ تیم کیان را قهرمان جام حذفی کرد.

## افتخارات
- جام قهرمانی ایران
  - قهرمان (۱): ۱۳۴۳[۲]
  - نایب قهرمان (۱): ۱۳۴۰
- جام حذفی تهران[۳]
  - قهرمان (۱): ۱۳۶۵
  - نایب قهرمان (۱): ۱۳۴۰